# 21450 Кісел
21450 Кісел (21450 Kissel) — астероїд головного поясу, відкритий 20 квітня 1998 року.
Тіссеранів параметр щодо Юпітера — 3,643.